# Vòng loại Giải vô địch bóng đá nữ thế giới 2007
Vòng loại Giải vô địch bóng đá nữ thế giới 2007 xác định 15 đội tuyển sẽ cùng chủ nhà Trung Quốc tranh tài tại World Cup 2007. châu Âu có 5 suất, châu Á là 3,5 (tính cả chủ nhà), Bắc, Trung Mỹ & Caribe có 2,5, châu Phi có 2, Nam Mỹ có 2 còn châu Đại Dương là 1. Suất cuối cùng sẽ là trận playoff giữa hai đội đứng thứ ba ở Bắc, Trung Mỹ & Caribe và châu Á.

## Các khu vực

### Châu Phi
Giải vô địch châu Phi 2006 đóng vai trò là giải đấu vòng loại. Ban đầu, giải dự kiến tổ chức ở Gabon, tuy nhiên Gabon sau đó rút lui không tổ chức giải đấu nữa. 32 đội tuyển đăng ký tham dự để tranh hai tấm vé, tuy nhiên sáu đội rút lui trước khi vòng loại bắt đầu.
Nigeria và Ghana là các đội đi tiếp sau khi thắng các trận bán kết.

### Châu Á
Cúp bóng đá nữ châu Á 2006 đóng vai trò là giải đấu vòng loại. Giải ban đầu được dự kiến tổ chức ở Nhật Bản, nhưng sau khi Liên đoàn bóng đá Úc chuyển từ Liên đoàn bóng đá châu Đại Dương sang Liên đoàn bóng đá châu Á, đội tuyển Úc có tên trong danh sách thamm dự giải. Họ được trao quyền đăng cai vào tháng 2 năm 2006. Giải diễn ra từ 16 tới 30 tháng 7 năm 2006. Do Trung Quốc, chủ nhà của World Cup 2007, lọt vào chung kết, một đội đá trận chung kết khác là Úc và đội hạng ba CHDCND Triều Tiên, giành vé tới vòng chung kết World Cup. Nhật Bản giành tấm vé thứ tư sau khi một lần nữa sau bốn năm chiến thắng trước México của khu vực CONCACAF trong trận tranh vé vớt liên lục địa.

### Châu Âu
Hai mươi lăm đội thuộc nhóm A bóng đá nữ châu Âu được chia làm 5 bảng, với các đội nhất bảng sẽ tới World Cup ở Trung Quốc. Na Uy, Thụy Điển, Đức, Đan Mạch và Anh là các vượt qua vòng loại.

### Bắc, Trung Mỹ và Caribe
Cúp vàng nữ CONCACAF 2006 đóng vai trò là giải đấu vòng loại khu vực CONCACAF, diễn ra từ 19 tới 26 tháng 11 năm 2006. Hoa Kỳ và Canada giành vé trực tiếp nhờ lọt vào chung kết của giải, trong khi México giành quyền đá trận playoff với Nhật Bản của châu Á sau khi đánh bại Jamaica ở trận tranh hạng ba.

### Châu Đại Dương
Một vé duy nhất được trao cho đội vô địch Giải bóng đá nữ châu Đại Dương 2007 tổ chức vào tháng 4 tại Papua New Guinea.
New Zealand là đội vô địch và lần thứ hai đại diện cho châu Đại Dương tại World Cup nữ.

### Nam Mỹ
Giải vô địch bóng đá nữ Nam Mỹ 2006 đóng vai trò là giải đấu vòng loại khu vực CONMEBOL. Ban đầu môn bóng đá nữ của Đại hội Thể thao Nam Mỹ 2006 ở Buenos Aires được chọn là vòng loại, nhưng ban tổ chức sau đó lại loại môn bóng đá ra khỏi chương trình, buộc Hiệp hội bóng đá Argentina phải gấp rút tổ chức giải đấu vòng loại.
Vào ngày 24/11, Brasil là đội đầu tiên vượt qua vòng loại với 6 điểm. Hai ngày sau Argentina đánh bại Brasil để giành chức vô địch của giải đấu đồng thời giành chiếc vé còn lại.

## Play-off
| Nhật Bản              | 2 – 0    | México |
| --------------------- | -------- | ------ |
| Sawa 37' · Miyama 69' | Chi tiết |        |

| México                         | 2 – 1    | Nhật Bản    |
| ------------------------------ | -------- | ----------- |
| Leyva 18' (pđ) · Domínguez 29' | Chi tiết | Arakawa 12' |

Nhật thắng với tổng tỉ số 3-2 và giành quyên tại vòng chung kết World Cup 2007.